# Hoshihananomia libanica
Hoshihananomia libanica es una especie de coleóptero de la familia Mordellidae.

## Distribución geográfica
Habita en Líbano.